# Křepice (ort i Tjeckien, lat 48,99, long 16,10)
Křepice är en ort i Tjeckien.   Den ligger i regionen Södra Mähren, i den sydöstra delen av landet, 170 km sydost om huvudstaden Prag. Křepice ligger 336 meter över havet och antalet invånare är 134.
Terrängen runt Křepice är lite kuperad. Runt Křepice är det ganska glesbefolkat, med 48 invånare per kvadratkilometer. Närmaste större samhälle är Znojmo, 15,1 km söder om Křepice. Trakten runt Křepice består till största delen av jordbruksmark.